# Piatra Olt
Piatra-Olt er en by i distriktet Olt i Oltenien, Rumænien. Byen administrerer fem landsbyer: Bistrița Nouă, Criva de Jos, Criva de Sus, Enoșești og Piatra, og  er en vigtig jernbanestation og et vigtigt vejkryds. Den blev officielt en by i 1989 som et resultat af Rumæniens  landdistriktsreform.
Byen har 6.000 (2021) indbyggere.

## Beliggenhed
Byen ligger i den centrale østlige del af den Valakiske slette, ved den østlige grænse af den historiske Oltenien og i den vestlige del af distriktet Olt. Nærliggende byer mod øst er:  Slatina (11 km) og Pitești (93 km); mod vest: Balş (19 km) og Craiova (45 km); mod nord: Drăgăşani (31 km) og Râmnicu Vâlcea (86 km); og mod syd Caracal (33 km) og Corabia (74 km).

## Historie
De ældste levn er fra bondestenalderen, da der var en lille bebyggelse.
I antikken byggede den lokale dakiske befolkning en fæstning, Acidava. Romerne erobrede området og byggede en vej og genopbyggede fæstningen Acidava. Ruinerne af fæstningen kan ses endnu i dag. Området var stadig beboet efter de romerske legions tilbagetrækning.
De første skriftlige dokumenter stammer fra middelalderen, og handler om de landsbyer, der nu udgør byen.